# Serie convergente
In matematica, una serie convergente è una serie tale che il limite delle sue somme parziali è finito. Questo vuol dire che, data una successione {\displaystyle a_{i}}, la serie {\displaystyle \sum _{i=0}^{\infty }a_{i}} è convergente se la successione delle somme parziali
{\displaystyle S_{n}=\sum _{i=0}^{n}a_{i},}
ha un limite finito, cioè se esiste finito {\displaystyle S} tale che per ogni {\displaystyle \varepsilon >0} esiste {\displaystyle N} tale che per ogni {\displaystyle n>N}
{\displaystyle |S_{n}-S|<\varepsilon .}
Il numero {\displaystyle S} è detto somma della serie: spesso è difficile trovare questo numero, sebbene possa essere facile capire che una serie è convergente.
La somma di due serie convergenti è ovviamente ancora convergente, così come la serie prodotta dalla moltiplicazione di una serie per uno scalare; le serie convergenti formano quindi uno spazio vettoriale sul campo dei numeri reali.
Una serie non convergente non è necessariamente detta divergente, ad esempio la serie {\displaystyle \sum _{i=0}^{\infty }(-1)^{i}} non è né convergente né divergente, in quanto la sua successione delle somme parziali oscilla tra i valori {\displaystyle 0} e {\displaystyle 1} e quindi non ammette limite.

## Esempi
- Un esempio tipico di serie convergente è la serie geometrica di parametro {\displaystyle q<1}: ad esempio
{\displaystyle {\frac {1}{1}}+{\frac {1}{2}}+{\frac {1}{4}}+\cdots =\sum _{i=0}^{\infty }{\frac {1}{2^{i}}}=2,}
- Anche la somma dei reciproci dei quadrati converge (trovare il suo limite è stato il famoso problema di Basilea):
{\displaystyle {\frac {1}{1}}+{\frac {1}{4}}+{\frac {1}{9}}+\cdots =\sum _{i=1}^{\infty }{\frac {1}{i^{2}}}={\frac {\pi ^{2}}{6}},}
- Mediante lo sviluppo in serie di Taylor è possibile mostrare che
{\displaystyle {\frac {1}{1}}-{\frac {1}{3}}+{\frac {1}{5}}-\cdots =\sum _{i=0}^{\infty }(-1)^{i}{\frac {1}{2i+1}}={\frac {\pi }{4}},}
- Una serie non convergente è invece la serie dei reciproci dei numeri primi (dimostrazione):
{\displaystyle {\frac {1}{2}}+{\frac {1}{3}}+{\frac {1}{5}}+\cdots =\sum _{p\in \mathbb {P} }{\frac {1}{p}},}

dove {\displaystyle \mathbb {P} } indica l'insieme dei numeri primi.

## Assoluta convergenza
Una serie è detta assolutamente convergente se converge la serie dei valori assoluti, cioè se la serie
{\displaystyle \sum _{i=0}^{\infty }|a_{i}|,}
converge.
Si dimostra facilmente che una serie assolutamente convergente è convergente: infatti, se si definiscono due nuove successioni
{\displaystyle b_{i}={\begin{cases}a_{i}\mathrm {~se~} a_{i}>0\\0\mathrm {~altrimenti} \end{cases}}}
{\displaystyle c_{i}={\begin{cases}-a_{i}\mathrm {~se~} a_{i}<0\\0\mathrm {~altrimenti} \end{cases}}}
risulta evidente che le loro serie {\displaystyle \sum _{i=0}^{\infty }b_{i}} e {\displaystyle \sum _{i=0}^{\infty }c_{i}} sono a termini positivi e convergono, poiché ogni loro termine è minore o uguale del corrispondente termine di {\displaystyle |a_{i}|}. Quindi la loro differenza è anch'essa convergente, e quindi la serie originale converge, perché {\displaystyle a_{i}=b_{i}-c_{i}}
Il viceversa non è vero: la serie
- {\displaystyle -{\frac {1}{1}}+{\frac {1}{2}}-{\frac {1}{3}}+{\frac {1}{4}}-\cdots =\sum _{i=1}^{\infty }(-1)^{i}{\frac {1}{i}},}

converge a {\displaystyle -\ln 2}, ma la serie dei valori assoluti
- {\displaystyle {\frac {1}{1}}+{\frac {1}{2}}+{\frac {1}{3}}+{\frac {1}{4}}+\cdots =\sum _{i=1}^{\infty }{\frac {1}{i}},}

è la serie armonica, che diverge.

## Criteri di convergenza
Per stabilire se una serie converge o meno è possibile usare dei criteri di convergenza, che consentono spesso di stabilire velocemente il carattere di una serie (specialmente se è a termini positivi, cioè se {\displaystyle S_{n}>S_{n-1}} per ogni {\displaystyle n} sufficientemente grande) senza tuttavia permettere di calcolarne effettivamente la somma.
Il metodo principale, che viene usato per dimostrare molti altri è il criterio del confronto: se {\displaystyle \sum _{i=0}^{\infty }a_{i}} e {\displaystyle \sum _{i=0}^{\infty }b_{i}} sono due serie a termini positivi tali che {\displaystyle b_{i}>a_{i}} per ogni {\displaystyle n} sufficientemente grande e la seconda serie converge, allora converge anche la prima. Inversamente, se la prima diverge così farà la seconda.
Altri criteri molto usati sono il criterio del rapporto e il criterio della radice: nel primo si studia il comportamento della quantità {\displaystyle {\frac {a_{i+1}}{a_{i}}}}, mentre nel secondo della quantità {\displaystyle {\sqrt[{i}]{a_{i}}}} al tendere di {\displaystyle i} a {\displaystyle +\infty }. In entrambi i casi, se questo limite è minore di {\displaystyle 1} la serie converge, se è maggiore diverge, mentre se è uguale a {\displaystyle 1} il criterio fallisce e non dà informazioni sul comportamento della serie.
Per serie a termini di segno alterno è disponibile il criterio di Leibniz, il quale afferma che se {\displaystyle a_{i}} è decrescente e tende a {\displaystyle 0}, allora la serie {\displaystyle \sum _{i=0}^{\infty }(-1)^{i}a_{i}} converge.